# Sarda australis
Pour les articles homonymes, voir Sarda (homonymie).
Espèce
Statut de conservation UICN

 LC  : Préoccupation mineure
Sarda australis, appelé (comme d'autres poissons) bonite, est une espèce de poissons de la famille des Scombridés qui se rencontre en Australie.